# Porto Cesareo
Porto Cesareo est une commune de la province de Lecce, dans la région Pouilles, en Italie méridionale, située au bord de la mer Ionienne dans la péninsule du Salento. Initialement partie intégrante de la commune de Nardò, elle a acquis son indépendance en 1975.

## Administration
| Période                                  | Période    | Identité         | Étiquette     | Qualité                    |
| ---------------------------------------- | ---------- | ---------------- | ------------- | -------------------------- |
| 16/05/2011                               | 31/12/2014 | Salvatore Albano | liste civique | Maire                      |
| 31/12/2014                               | 04/05/2015 | Monica Perna     |               | Commissaire préfectorale   |
| 04/05/2015                               | 02/06/2015 | Claudio Sergi    |               | Commissaire extraordinaire |
| 02/06/2015                               | 21/09/2020 | Salvatore Albano | liste civique | Maire                      |
| 21/09/2020                               | En cours   | Silvia Tarantino | liste civique | Maire                      |
| Les données manquantes sont à compléter. |            |                  |               |                            |

## Monuments et lieux d'intérêt

### Aires naturelles
- L'Aire marine protégée de Porto Cesareo
- La Réserve naturelle régionale orientée Palude del Conte et Dune Côtière - Porto Cesareo

## Galerie

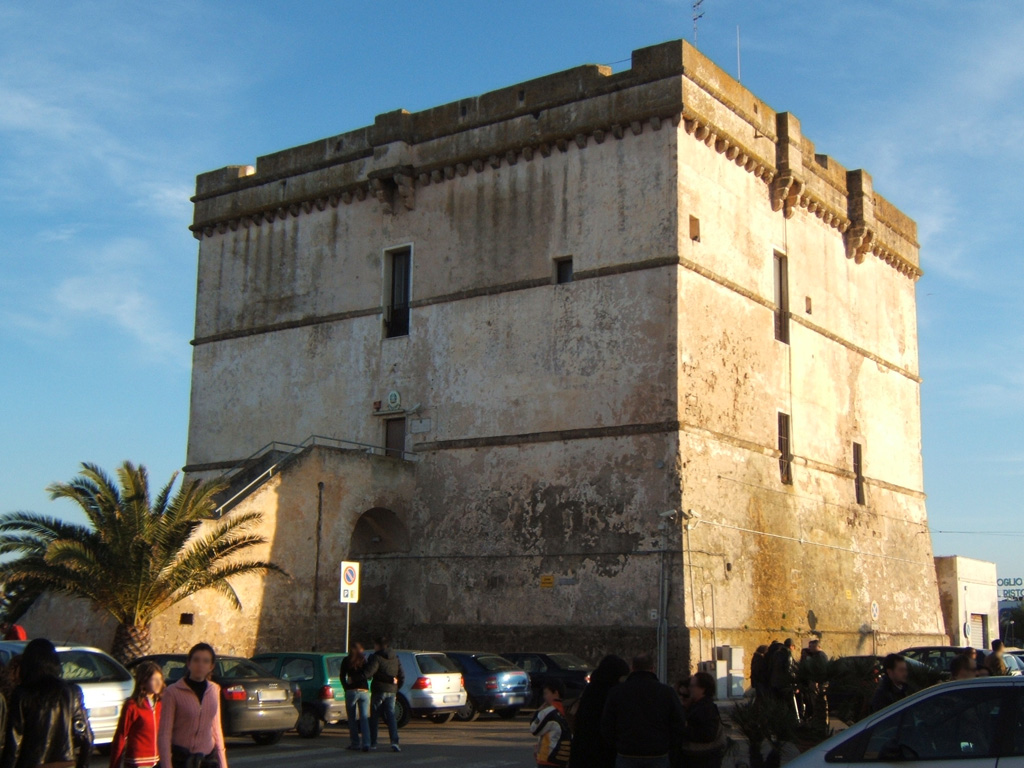
Torre Cesarea.
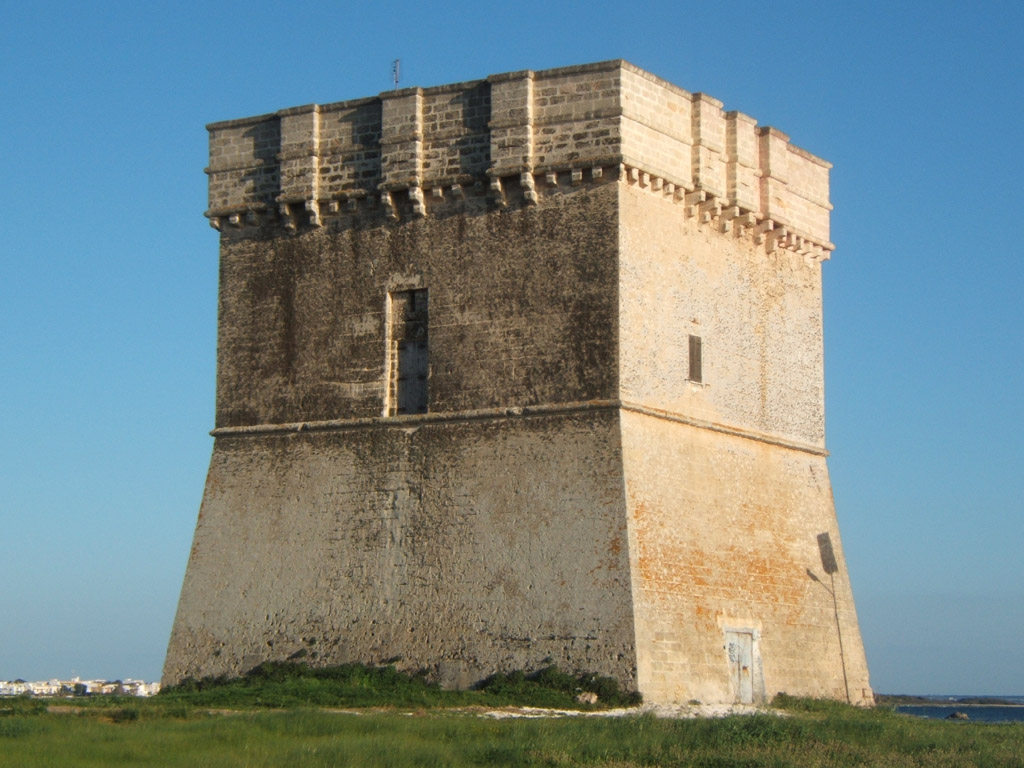
Torre Chianca.
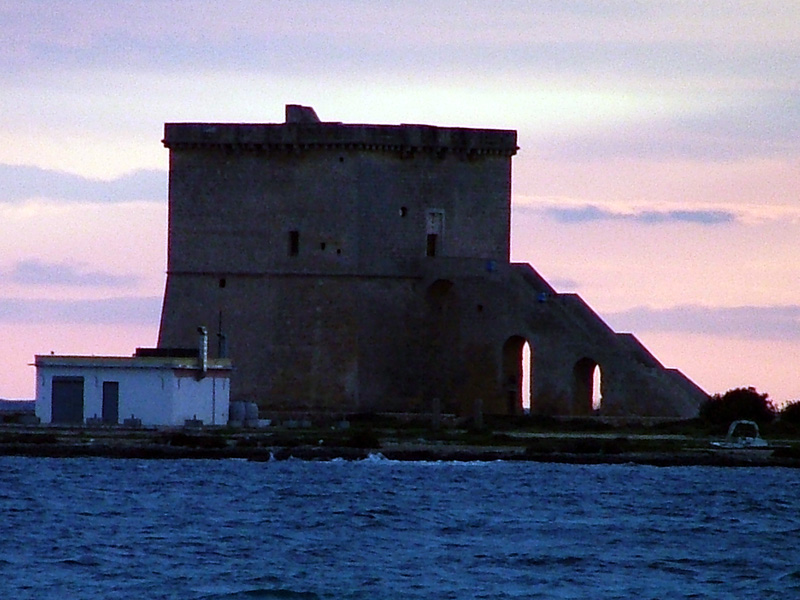
Torre Lapillo.
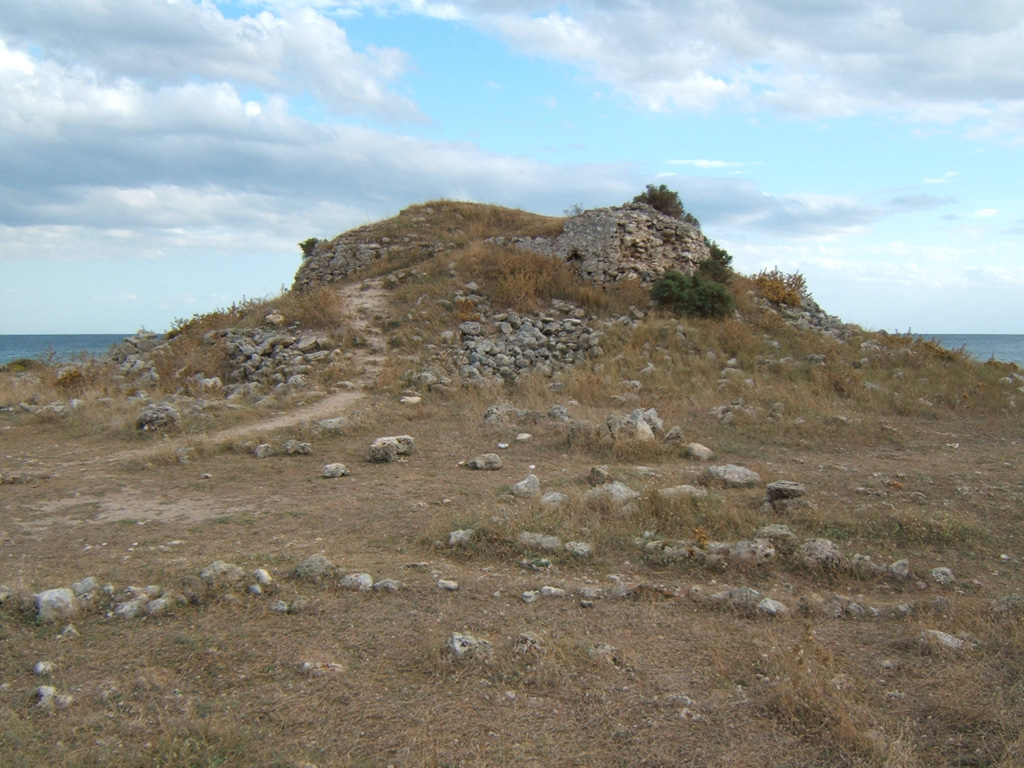
Torre Castiglione.

### Hameaux
Torre Lapillo, Punta Prosciutto.

### Communes limitrophes
Avetrana, Manduria, Nardò.